# Bruno Schnell
Bruno Schnell (* 27. Februar 1929 in München; † 27. Januar 2018 in Nürnberg) war ein deutscher Herausgeber und Verleger der Nürnberger Nachrichten sowie der Nürnberger Zeitung. Des Weiteren engagierte er sich als Mäzen gesellschaftlich und als Kunst- und Kulturförderer.

## Biografie

### Familie
Schnells Vater war Betriebsleiter in einer Margarinefabrik. Verheiratet war Bruno Schnell mit Helga Schnell, aus deren Ehe 1967 der Sohn Toni Schnell, Leiter des Olympia-Verlags, und die zwei Töchter Bärbel Schnell und Sabine Schnell (mittlerweile: Schnell-Pleyer) hervorgingen. Erstere ist Leiterin des Vertriebs, letztere ist Rechtsanwältin und Justiziarin der Nürnberger Nachrichten sowie der Nürnberger Zeitung. Nach dem Tod des Vaters übernahmen beide seine Aufgaben als Verlegerinnen.

### Beruf

#### Direktionsassistent
Bruno Schnell erhielt Ende 1947 eine Stelle als Assistent der Geschäftsleitung der unter Joseph E. Drexel 1945 erstmals im Verlag Nürnberger Presse erschienenen Nürnberger Nachrichten. Bereits zwei Jahre darauf erhielt er dort die Prokura.

#### Geschäftsführer
Im Juli 1959 führte er an der Seite des Verlegers Heinrich G. Merkel eine Interessensgemeinschaft mit zunächst sechs, später zwölf Heimatzeitungsverlagen ein, die später als sogenanntes Nürnberger Modell bekannt wurde und bundesweit Schule machte. Hierbei übernehmen die verschiedenen Heimatverlage den Mantelteil komplett von den Nürnberger Nachrichten (NN) und ergänzen diesen unter verschiedenen Kopfblättern mit eigenen Titeln (vollständige Liste) um den jeweiligen Regionalteil. Das Modell führte sowohl zu einem größeren Verbreitungsgebiet, das die NN zu einer der größten deutschen Regionalzeitungen werden ließ, als auch zu einer weiteren Selbstständigkeit sowie dem Erhalt der kleinen Verlage und stellt damit einen wertvollen Beitrag zu publizistischer Vielfalt in der Metropolregion Nürnberg dar. Ebenso übernahm Schnell in den 1970er und 1980er Jahren die Nürnberger Zeitung (NZ) komplett, nachdem der Verlag Nürnberger Presse sich bereits 1961 Anteile an dieser gesichert hatte. Die eigene Vollredaktion der NZ blieb dennoch bis heute bestehen.

### Ehrenbürgerschaft
In einem Beschluss des Nürnberger Stadtrats vom 23. Juli 2014 wurde Bruno Schnell, neben Günther Beckstein und Renate Schmidt, aufgrund seiner herausragenden Verdienste um die Stadt als einer der „großen deutschen Verlegerpersönlichkeiten, großherziger Mäzen und Kunstförderer“ zum Ehrenbürger ernannt. Der Festakt hierzu fand am 18. Oktober 2014 im Historischen Rathaussaal statt und wurde von Musikern der Nürnberger Symphoniker umrahmt, die Laudatio übernahm der Nürnberger Oberbürgermeister Ulrich Maly. In seiner Dankesrede verlieh er seinem Bedauern um den Tod seines Freundes und Weggefährten Arno Hamburger Ausdruck und äußerte die Hoffnung, ihm möge postum die Ehrenbürgerwürde verliehen werden.

### Tod
Bruno Schnell starb in Nürnberg am 27. Januar 2018 im Alter von 88 Jahren und wurde auf seinen eigenen Wunsch hin im engsten Familienkreis beerdigt. Vom 5. bis 7. Februar 2018 legte die Stadt Nürnberg im Foyer des Rathauses ein Kondolenzbuch aus, in das sich Oberbürgermeister Ulrich Maly, der ihn unter anderem als eine der „letzten großen Verleger-Persönlichkeiten Deutschlands“ würdigte, als erster eintrug.

## Engagement

### Kunstförderung
Durch seinen Vater selbst früh mit bildender Kunst in Berührung gekommen, entwickelte Bruno Schnell rasch eine große Zuneigung zu dieser und malte auch selbst. So war er auch Ehrensenator des Fördervereins „Freunde der Akademie der Bildenden Künste in Nürnberg e. V.“.

#### Kunstpreis der Nürnberger Nachrichten
Die Leidenschaft zur Kunst zeigte er unter anderem mit dem seit 1993 jährlich vergebenen Kunstpreis der Nürnberger Nachrichten, mit dem er allen voran junge Künstler fördern wollte. Das Preisgeld ist auf ungefähr 700.000 Euro dotiert.

#### Internationaler Jazzpreis der Nürnberger Nachrichten
Der auf 5.000 Euro dotierte Internationale Jazzpreis der Nürnberger Nachrichten wird seit 1998 alle zwei Jahre verliehen und wurde ebenso von Bruno Schnell gestiftet. Auch hier werden ausschließlich Künstler unter 30 Jahren gewürdigt.

#### Kunstvilla
Seit 1967 fehlten Nürnberg mit Schließung der Fränkischen Galerie Räumlichkeiten zur Präsentation regionaler Kunst. Somit verkaufte Bruno Schnell im Jahr 2006 der Stadt Nürnberg für einen symbolischen Euro ein denkmalgeschütztes neobarockes Wohnhaus in der Marienvorstadt. Das Haus gehörte ursprünglich dem Verlag Nürnberger Presse und bietet nach einer Sanierung seit Mai 2014 unter dem Namen Kunstvilla Ausstellungsräumlichkeiten für Künstler aus Nürnberg und der Region.

### Kulturförderung
Bruno Schnell pflegte nach dem Tod des Gründers der Nürnberger Nachrichten, Joseph E. Drexel, die demokratische Tradition des Verlagshauses weiter. Er engagierte sich stark gegen alten und neuen Rechtsextremismus und förderte bereits früh die Aufarbeitung der NS-Zeit in Nürnberg.

#### Dokumentationszentrum Reichsparteitagsgelände
Mit einer großzügigen Spende leitete Schnell erst den Finanzierungs- und Realisierungsprozess des Dokumentationszentrums Reichsparteitagsgelände (Dokuzentrum) in die Wege und war später auch Mitglied im Kuratorium des Dokuzentrums.

#### Internationaler Nürnberger Menschenrechtspreis
Auch den seit 1995 zweijährlich verliehenen Internationaler Nürnberger Menschenrechtspreis unterstützte Schnell maßgeblich, indem er seit 1999 durchgehend das Preisgeld in Höhe von 15.000 Euro stiftete.